# 兄弟山区域
兄弟山區域（朝鲜语：／ Hyŏngjesan guyŏk */?），位於朝鮮民主主義人民共和國首都平壤直轄市的西北區域，西界平安南道。普通江縱貫全區域。
2008年人口160,032人。下分15洞。

## 行政区划
2022年12月5日，在西浦地区新设前卫1洞和前卫2洞。